# Ady Raul da Silva
Ady Raul da Silva (Rio de Janeiro, 8 de fevereiro de 1917 – Pelotas, 18 de setembro de 2011) foi um agrônomo, pesquisador e professor universitário brasileiro.
Grande oficial da Ordem Nacional do Mérito Científico e membro titular da Academia Brasileira de Ciências (1990), foi professor da Universidade Federal Rural do Rio de Janeiro, Universidade Federal do Paraná e Universidade Federal de Pelotas e pesquisador da Embrapa.

## Biografia
Ady nasceu na cidade do Rio de Janeiro, em 1917. Formou-se em Agronomia pela Escola Superior de Agricultura e Veterinária de Viçosa (a atual Universidade Federal de Viçosa), em 1937. Pela Universidade de Minnesota, nos Estados Unidos, defendeu o mestrado em 1946 e o doutorado em 1954.
De volta ao Brasil, foi professor de várias universidades federais, a última sendo a Universidade Federal de Pelotas, de onde se aposentou. Foi pesquisador do Ministério da Agricultura, da Embrapa e do CNPq. Em 1966, criou a Pesquisa Agropecuária Brasileira, hoje editada pela Embrapa.
Ady foi pioneiro no melhoramento genético do trigo no Brasil para a implantação de lavouras no cerrado. Ady apontou, ainda em seu doutorado, que a região central do Brasil poderia produzir trigo o suficiente para que o país não precisasse mais importar o cereal.